# Edward Lebler
Edward „Edi“ Lebler (* 20. Mai 1958 in Vanderhoof, British Columbia) ist ein ehemaliger kanadisch-österreichischer Eishockeyspieler und jetziger -trainer. Seine Söhne Brian und Michael sind ebenfalls professionelle Eishockeyspieler.

## Karriere
Edward Lebler begann seine Karriere als Eishockeyspieler bei den Langley Lords, für die er von 1975 bis 1978 in der kanadischen Juniorenliga British Columbia Hockey League aktiv war. Anschließend besuchte er drei Jahre lang die University of Wisconsin, für deren Eishockeymannschaft er parallel zu seinem Studium in der Western Collegiate Hockey Association spielte. Mit seiner Universitätsmannschaft gewann er 1981 die NCAA-Meisterschaft. Zur Saison 1981/82 wechselte der Angreifer zum HC Salzburg aus der Österreichischen Eishockey-Liga. Die folgenden sieben Jahre verbrachte er beim Ligarivalen EC KAC, mit dem er 1985, 1986, 1987 und 1988 vier Mal in Folge Österreichischer Meister wurde. Von 1989 bis 1992 stand er für den EC VSV auf dem Eis, mit dem er in der Saison 1991/92 ebenfalls den nationalen Meistertitel gewann. Zuletzt spielte der zweifache Olympiateilnehmer in der Saison 1992/93 für den EK Zell am See, ehe er seine aktive Karriere im Alter von 35 Jahren beendete.
In der Saison 2009/10 war Lebler als Assistenztrainer für die Penticton Vees aus der British Columbia Hockey League tätig.

### International
Für Österreich nahm Lebler an den B-Weltmeisterschaften 1982, 1983, 1985, 1986, 1987, 1989 und 1990 teil. Zudem stand er im Aufgebot seines Landes bei den Olympischen Winterspielen 1984 in Sarajevo und 1988 in Calgary.

## Erfolge und Auszeichnungen
| - 1981 NCAA-Division-I-Championship mit der University of Wisconsin–Madison - 1985 Österreichischer Meister mit dem EC KAC - 1985 Kärntner Eishockey Superstar des Jahres - 1986 Österreichischer Meister mit dem EC KAC | - 1986 Kärntner Eishockey Superstar des Jahres - 1987 Österreichischer Meister mit dem EC KAC - 1988 Österreichischer Meister mit dem EC KAC - 1992 Österreichischer Meister mit dem EC VSV |